# 2ちゃんねる検索
2ちゃんねる検索（にちゃんねるけんさく）とは、西村博之が2014年4月に開設した電子掲示板サイト「2ちゃんねる（2ch.sc）」に対応するスレッドの検索サービスであり、未来検索ブラジルが運営する。なお、過去は2ちゃんねる（2ch.net）に対応していたが、2014年3月より対応不能となった。

## 特徴
- 検索はそれぞれスレタイ・本文・投稿者・IDの4種類から行える。
- dat落ちしたスレッドを表示させることも可能である。
- 大半が無料である。

## 価格
料金の支払いは電子通貨モリタポによって行われる。
スレタイ（スレッドタイトル）
無料（0モリタポ）
本文
ちいく

投稿者
10モリタポ
ID
47モリタポ
検索窓に「id:（検索したいID）」と入力することで使用可能
DAT表示機能（通称・●）
50モリタポ
検索窓に「dat:（表示させたいdat落ちしたスレのアドレス）」と入力することで使用可能

## 歴史
- 2003年9月15日 - 約2年の構想期間を経て、βテスト開始[1]
- 2003年11月6日 - 正式サービス開始[2]
- 2007年7月2日 - 2ちゃんねる（2ch.net）のトップページに検索フォームを設置[3]
- 2014年3月5日 - 2ちゃんねる（2ch.net）からアクセスを遮断される[4][5]
- 2014年4月 - 2ちゃんねる（2ch.sc）に対応する[5]